# Autol
Autol é um município da Espanha na província e comunidade autónoma de La Rioja, de área 85,28 km² com população de 4039 habitantes (2007) e densidade populacional de 47,36 hab./km².

## Demografia
| Variação demográfica do município entre 1991 e 2004 | Variação demográfica do município entre 1991 e 2004 | Variação demográfica do município entre 1991 e 2004 | Variação demográfica do município entre 1991 e 2004 |
| --------------------------------------------------- | --------------------------------------------------- | --------------------------------------------------- | --------------------------------------------------- |
| 1991                                                | 1996                                                | 2001                                                | 2004                                                |
| 3419                                                | 3381                                                | 3668                                                | 3915                                                |